# Per Laurenius
Per Laurenius, född 19 november 1758 i Sankt Lars församling, Östergötlands län, död 25 maj 1822 i Östra Stenby församling, Östergötlands län, var en svensk präst.

## Biografi
Per Laurenius föddes 1758 i Sankt Lars församling. Han var son till bonden Lars Hansson och Maria Helena Persdotter på Stora Ullevi. Laurenius studerade i Linköping och blev 13 oktober 1780 student vid Uppsala universitet. Han prästvigdes 5 maj 1785 till brukspredikant vid Skönnarbo bruk i Tjällmo församling. Den 13 juli 1791 blev han komminister i Kärna församling, tillträde direkt och 30 december 1803 komminister i Västra Husby församling, tillträde 1805. Laurenius avlade pastoralexamen 12 november 1800 och blev 24 april 1811 kyrkoherde i Västra Husby församling, tillträde 1812. Han blev 16 februari 1814 prost och 16 november 1814 kyrkoherde i Östra Stenby församling, tillträde 1816. Laurenius avled klockan 9 på eftermiddagen 1822 i Östra Stenby församling.
Laurenius predikade vid prästmötet 1793.

### Familj
Laurenius gifte sig 24 mars 1789 med Sophia Christin Wistenius (1759–1835). Hon var dotter till kyrkoherden Samuel Wistenius och Hedvig Sundelis i Tjällmo församling. De fick tillsammans barnen komministern Samuel Pehr Laurenius i Östra Stenby församling, domprosten Lars Laurenius i Linköpings församling och Hedvig Maria Laurenius (1797–1826).